# Alberto Quiles
Alberto Quiles Piosa (Huelva, 27 aprile 1995) è un calciatore spagnolo, attaccante del Tianjin Jinmen Hu.

## Carriera
Cresciuto nei settori giovanili di Recreativo Huelva e Celta Vigo, nel 2014 si trasferisce al Córdoba B; il 30 gennaio 2015 passa fino al termine della stagione al Marbella FC. Rientrato al Córdoba B, vince con la squadra il campionato di Tercera División. Il 1º agosto 2017 viene ceduto in prestito all'UCAM Murcia; il 26 gennaio 2018 fa ritorno al Córdoba B, con cui resta fino al 23 agosto, quando passa, a titolo temporaneo, al Recreativo Huelva, facendo così ritorno nella squadra della sua città natale.
Il 12 luglio 2019 si svincola dal club biancoverde e il giorno dopo firma un biennale con opzione col Recreativo Huelva. Il 12 giugno 2021 viene tesserato con un biennale dal Deportivo La Coruña; dopo due ottime stagioni a livello individuale, il 4 luglio 2023 si lega fino al 2025 con l'Albacete.
Il 23 gennaio 2025 viene ceduto al Tianjin Jinmen Hu, con cui segna una doppietta all'esordio nella Super League. Nel corso della stagione si mette in mostra come uno dei migliori giocatori del campionato, arrivando rapidamente alla doppia cifra di reti segnate.

## Statistiche

### Presenze e reti nei club
Statistiche aggiornate al 2 luglio 2025.
| Stagione                   | Squadra                    | Campionato                 | Campionato | Campionato | Coppe nazionali | Coppe nazionali | Coppe nazionali | Coppe continentali | Coppe continentali | Coppe continentali | Altre coppe | Altre coppe | Altre coppe | Totale | Totale |
| Stagione                   | Squadra                    | Comp                       | Pres       | Reti       | Comp            | Pres            | Reti            | Comp               | Pres               | Reti               | Comp        | Pres        | Reti        | Pres   | Reti   |
| -------------------------- | -------------------------- | -------------------------- | ---------- | ---------- | --------------- | --------------- | --------------- | ------------------ | ------------------ | ------------------ | ----------- | ----------- | ----------- | ------ | ------ |
| 2014-gen. 2015             | Córdoba B                  | SDB                        | 17         | 0          | -               | -               | -               | -                  | -                  | -                  | -           | -           | -           | 17     | 0      |
| gen.-giu. 2015             | Marbella FC                | SDB                        | 11         | 4          | CR              | -               | -               | -                  | -                  | -                  | -           | -           | -           | 11     | 4      |
| 2015-2016                  | Córdoba B                  | TD                         | 36+2       | 22         | -               | -               | -               | -                  | -                  | -                  | -           | -           | -           | 38     | 22     |
| 2016-2017                  | Córdoba B                  | SDB                        | 30         | 9          | -               | -               | -               | -                  | -                  | -                  | -           | -           | -           | 30     | 9      |
| 2016-2017                  | Córdoba                    | SD                         | 2          | 0          | CR              | 0               | 0               | -                  | -                  | -                  | -           | -           | -           | 2      | 0      |
| 2017-gen. 2018             | UCAM Murcia                | SDB                        | 21         | 5          | CR              | 1               | 0               | -                  | -                  | -                  | CF          | 3           | 0           | 25     | 5      |
| gen.-giu. 2018             | Córdoba B                  | SDB                        | 11         | 2          | -               | -               | -               | -                  | -                  | -                  | -           | -           | -           | 11     | 2      |
| Totale Córdoba B           | Totale Córdoba B           | Totale Córdoba B           | 94+2       | 33         |                 | -               | -               |                    | -                  | -                  |             | -           | -           | 96     | 33     |
| gen.-giu. 2018             | Córdoba                    | SD                         | 1          | 0          | CR              | -               | -               | -                  | -                  | -                  | -           | -           | -           | 1      | 0      |
| Totale Córdoba             | Totale Córdoba             | Totale Córdoba             | 3          | 0          |                 | 0               | 0               |                    | -                  | -                  |             | -           | -           | 3      | 0      |
| 2018-2019                  | Recreativo Huelva          | SD                         | 32+4       | 3          | -               | -               | -               | -                  | -                  | -                  | -           | -           | -           | 36     | 3      |
| 2019-2020                  | Recreativo Huelva          | SDB                        | 27         | 7          | CR              | 3               | 0               | -                  | -                  | -                  | -           | -           | -           | 30     | 7      |
| 2020-2021                  | Recreativo Huelva          | SDB                        | 23         | 13         | -               | -               | -               | -                  | -                  | -                  | CF          | 1           | 0           | 24     | 13     |
| Totale Recreativo Huelva   | Totale Recreativo Huelva   | Totale Recreativo Huelva   | 82+4       | 23         |                 | 3               | 0               |                    | -                  | -                  |             | 1           | 0           | 90     | 23     |
| 2021-2022                  | Deportivo La Coruña        | PDRFEF                     | 33+2       | 18+2       | CR              | 2               | 2               | -                  | -                  | -                  | -           | -           | -           | 37     | 22     |
| 2022-2023                  | Deportivo La Coruña        | PF                         | 34         | 16         | CR              | 1               | 0               | -                  | -                  | -                  | -           | -           | -           | 35     | 16     |
| Totale Deportivo La Coruña | Totale Deportivo La Coruña | Totale Deportivo La Coruña | 67+2       | 34+2       |                 | 3               | 2               |                    | -                  | -                  |             | -           | -           | 72     | 38     |
| 2023-2024                  | Albacete                   | SD                         | 42         | 10         | CR              | 1               | 0               | -                  | -                  | -                  | -           | -           | -           | 43     | 10     |
| 2024-gen. 2025             | Albacete                   | SD                         | 23         | 6          | CR              | 1               | 0               | -                  | -                  | -                  | -           | -           | -           | 24     | 6      |
| Totale Albacete            | Totale Albacete            | Totale Albacete            | 65         | 16         |                 | 2               | 0               |                    | -                  | -                  |             | -           | -           | 67     | 16     |
| 2025                       | Tianjin Jinmen Hu          | SL                         | 16         | 10         | CC              | 1               | 0               | -                  | -                  | -                  | -           | -           | -           | 17     | 10     |
| Totale carriera            | Totale carriera            | Totale carriera            | 359+8      | 125+2      |                 | 10              | 2               |                    | -                  | -                  |             | 4           | 0           | 381    | 129    |